# Morita-Therapie
Die Morita-Therapie ist eine traditionelle japanische, heute noch im alternativmedizinischen Sektor genutzte Therapie zur Behandlung von sozialen Phobien, die ab 1919 von Shoma Morita  (1874–1938) entwickelt wurde, einem Psychiater und Fachbereichsleiter an der privaten Jikei-Universitätsschule für Medizin in Tokio. In mehreren Phasen, beginnend mit strenger Bettruhe und Meditation bis hin zu körperlicher Arbeit, soll der Kranke lernen, seine Ängste zu akzeptieren und damit umzugehen, um schließlich trotz der Symptome zu funktionieren.
Die Wirksamkeit dieser Therapie ist wissenschaftlich nicht belegt.
Moritas Erfahrungen im Zen-Buddhismus haben seine Lehren beeinflusst, dennoch ist seine Therapieform nicht religiös.
Morita beschäftigte sich mit Shinkeishitsu, einer japanischen Diagnose angstbasierter Störungen, die am besten mit Neurasthenie (Nervenschwäche) übersetzt werden kann. Die Methoden der Morita-Therapie umfassen empathische Reduktion (fumon), Erfahrungslernen (taitoku), Verhaltensimpulse, und fortschreitende Befähigung.
Empathische Reduktion hat zum Ziel, die Aufmerksamkeit des Patienten von seinen diffusen, subjektiven Beschwerden abzuziehen und stattdessen auf konkrete Fakten, Bedürfnisse und Handlungen zu richten. Die Therapeuten ignorieren die Symptome nicht, aber sie antworten nur allgemein bestätigend, ohne auf sie einzugehen. Der Patient soll nicht auf Besserung warten, sondern am Leben teilnehmen, ohne auf die Symptome zu achten. Beim Erfahrungslernen soll der Patient alltägliche Aufgaben von zunehmender Schwierigkeit meistern und daraus Selbstbewusstsein gewinnen, z. B. das Nähkästchen aufräumen. Die Therapeuten sollen dazu klare Anweisungen geben und auf Disziplin und Perfektion achten. Mit zunehmendem Schweregrad soll die Verbesserung Schwung aufnehmen. Deshalb soll der Therapeut praktische Fortschritte unterstützen und hervorheben, nicht kognitive Selbstreflexionen. Positives Denken kann möglicherweise nützen, aber es ist nur Denken und spielt insgesamt keine besondere Rolle. Motivation entsteht vielmehr durch praktische Erfolge. Aus diesen Erfahrungen heraus können die Kranken schließlich auch gefürchtete Situationen meistern, sich realistische Ziele setzen und sie erreichen.
Morita schlug einen vier Punkte umfassenden Therapieplan vor:
1. Isolierung und Ruhe. Beginnend mit strenger Bettruhe, ohne Medienkonsum, ohne Besuche soll der Patient die Einsamkeit nutzen, um zu meditieren.
2. Leichte Beschäftigung. Nun beginnt der Patient mit leichter und gleichförmiger Arbeit, die in einer Umgebung der Ruhe ausgeführt wird. Indem er ein persönliches Tagebuch anlegt, lernt er, seine Gedanken von seinen Gefühlen zu trennen und deren unterschiedliche Einflüsse auf sein Leben klar abzugrenzen. In dieser Selbstfindungsphase geht der Patient hinaus, sowohl aus sich selbst, als auch – im wörtlichen Sinn – aus dem Haus.
3. Schwere Beschäftigung. Morita beschäftigte seine Patienten mit harter, physischer Arbeit im Freien. Dieser Therapieabschnitt hat auch den Beinamen "Holzhacker-Phase". Der Mensch entwickelt sich dabei von einer passiven in Richtung einer selbstbestimmten Haltung. Er heilt sich selbst durch eine Therapie, die auf Dehnung und Kräftigung des Körpers ausgelegt ist. Der genesende Patient wird ermutigt, sich künstlerisch auszudrücken.
4. Umfangreiche Aktivität. In der letzten Phase verlässt der Patient das Umfeld des Hospitals, um das Erlernte anzuwenden und sich der Gesellschaft zu stellen. In dieser letzten Phase lernt der Patient den neuen Lebensstil, bestehend aus Meditation, physischer Aktivität, klarem Denken, und einer strukturierten Lebensweise.

„Der Versuch, das Selbst mit Willenskraft und Manipulation zu kontrollieren, gleicht dem Versuch, einen bereits gefallenen Würfel zu beeinflussen oder das Wasser des Kamo-Flusses wieder stromaufwärts zu schieben.“

Verschiedene Autoren haben Parallelen der Morita-Therapie zu westlichen Methoden wie der kognitiven Verhaltenstherapie und der rational-emotiven Verhaltenstherapie beschrieben.
Dies ist die einzige traditionelle japanische Psychotherapie, die international Bedeutung erlangt hat und bis heute in der wissenschaftlichen Psychiatrie diskutiert wird. Allerdings haben sich die veröffentlichten Behandlungsergebnisse von 1919 bis 1998 kontinuierlich verschlechtert, möglicherweise durch zunehmende Abkehr der Japaner von ihrem traditionellen Weltbild. Die Anzahl der Kliniken, die eine stationäre Morita-Therapie anbieten, sinkt; an ihre Stelle treten ambulante Gesprächstherapien nach Morita-Ansätzen.
Das Einsatzgebiet sind vorwiegend neurotische Störungen. Ein Cochrane-Report, der 2008 die Wirksamkeit gegen Schizophrenie überprüfte, fand mögliche Erfolge, deren Nachhaltigkeit aber unklar bleibt.